# Mary Nevill
Mary Nevill (12. ožujka 1961.) je bivša engleska igračica hokeja na travi. 
Bila je članicom i kapetanicom postave Uj. Kraljevstva koja je osvojila broncu na OI 1992. u Barceloni.
Nakon svoje športske karijere, posvetila se poslu predavačice na sveučilištu Loughborough, gdje se bavila istraživanjem u području metabolizma u mišićima u trenutku najbržeg sprinta, posebice se baveći etiologijom umora.

Ostala je u vezi s hokejem na travi, tako da je jedno vrijeme bila trenericom engleske ženske reprezentacije ispod 21 godine. Pored toga, Mary Nevill je bila direktora Instituta za šport mladeži (Institute of Youth Sport).